# Diego Montoya Mendoza
Diego Montoya Mendoza (23 de julho de 1593 - 14 de abril de 1640) foi um prelado católico romano que serviu como bispo de Trujillo (1637–1640) e bispo de Popayán (1633–1637).

## Biografia
Diego Montoya Mendoza nasceu em Mijancas, em Espanha, a 23 de julho de 1593. A 5 de setembro de 1633, foi nomeado bispo de Popayán durante o papado do Papa Urbano VIII. No dia 27 de dezembro de 1634, foi consagrado bispo por Pedro de Oviedo Falconi, bispo de Quito. A 20 de fevereiro de 1637, foi escolhido pelo rei da Espanha e confirmado pelo Papa Urbano VIII a 5 de outubro de 1637, como bispo de Trujillo. Serviu como Bispo de Trujillo até à sua morte a 14 de abril de 1640. Dois dias após a sua morte, a 16 de julho de 1640, foi nomeado Bispo de Cuzco pelo Papa Urbano VIII.